# Ronna McDaniel
Ronna Romney McDaniel (Austin, 20 de març de 1973) és una estratega política estatunidenca que exerceix de presidenta del Comitè Nacional Republicà des del 2017. Membre del Partit Republicà i de la família Romney, va ser presidenta del Partit Republicà de Michigan del 2015 al 2017. Neta del governador i empresari de Michigan, George W. Romney, i neboda del senador Mitt Romney, com a presidenta de Comitè Nacional Republicà ha estat coneguda per la seva prolífica recaptació de fons i pel seu ferm suport al president Donald Trump. Sota el seu lideratge, ja el 2018 va publicar anuncis per a la campanya presidencial de Trump pel 2020, va posar a la nòmina del Comitè nombrosos treballadors i afiliats de la campanya, va gastar fons considerables en propietats de Trump, va cobrir els seus honoraris legals en la investigació sobre la interferència russa, va organitzar els Fake News Awards, va atacar els crítics dins del Partit Republicà. Sota el seu lideratge el 2018, el partit va perdre el control de la Cambra de Representants a les eleccions de mig mandat del 2018, però va ampliar la seva majoria al Senat. El 2020 va supervisar les eleccions presidencials.